# MOS Technology 6532

Pinkonfiguration des 6532

Der 6532 RAM Input/Output Timer (RIOT) ist ein Ein-/Ausgabebaustein des Herstellers MOS Technology für 8-Bit-Mikroprozessorsysteme der 6500-Familie, der später auch von weiteren Unternehmen wie Rockwell hergestellt wurde. Er integriert 128 Byte statischen RAM, zwei bidirektionale digitale 8-Bit-Ein-/Ausgänge und einen programmierbaren Intervall-Timer mit einer Taktrate von 1 bis 262 144 Systemtaktperioden. Dieser hohe Integrationsgrad machte diesen Baustein in den späten 1970er und frühen 1980er Jahren recht populär, da er mehrere integrierte Schaltkreise (ICs) ersetzen konnte.
Die wohl bekannteste Anwendung des Bausteins war die Videospielkonsole Atari 2600. Der Chip wurde auch in Gottlieb-Flipperautomaten wie Haunted House oder Black Hole eingesetzt, und man findet ihn auf vielen 6502-Einplatinencomputern.
Die 6532-ICs waren in 1-MHz- und 2-MHz-NMOS-Versionen erhältlich. Sie wurden im JEDEC-Formfaktor 40-Pin-DIP (Keramik oder Kunststoff) hergestellt. GTE (später CMD) produzierte in den 1980- und 1990ern eine CMOS-Ausführung mit der Bezeichnung G65SC32, die in 1- bis 4-MHz-Versionen verfügbar war.